# Eddie Van Halen
Edward Lodewijk „Eddie“ Van Halen (26. ledna 1955 Amsterdam – 6. října 2020 Santa Monica) byl nizozemsko-americký kytarista, hudební skladatel a hráč na klávesové nástroje, který je známý jako člen a spoluzakladatel hard rockové skupiny Van Halen.

## Život
Narodil se v lednu 1955 v Amsterdamu v rodině Nizozemce Jana van Halena. Jeho matka Eugenia pocházela z Jávy. Své dětství strávil ve městě Nijmegen na východě Nizozemí. V roce 1962 se rodina přestěhovala do Pasadeny v Kalifornii, kde začal společně s bratrem Alexem navštěvovat uměleckou školu, na které studoval hru na klavír. Jako mladý se zúčastnil několika školních talentových soutěží, v nichž často zvítězil. V jednom z interview řekl, že se jemu a Alexovi zdálo vysedávání za klavírem nudné, a tak si založili kapelu, ve které hrál Alex na kytaru a on sám si sedl za bicí. K výměně postů došlo hned po tom, co viděl Alexe, jak se mu podařilo bravurně zvládnout sólo na bicí ve skladbě „Wipe Out“ skupiny The Surfaris. Následně i on se začal učit hrát na sólovou kytaru. Jako čtrnáctiletý teenager hrál doma na kytaru celé hodiny. Snažil se napodobovat kytarová sóla slavných umělců, především sóla Erica Claptona a Cream. Hru na kytaru a sóla si Eddie přizpůsobil tak, aby je zvládl zahrát.
V dubnu 1996 v interview pro časopis Guitar World, když byl tématem rozhovoru úvodní akord „A“ v jeho skladbě Eruption, odpověděl, že jeho hra je výsledkem nekonečného tréninku:
„Když šel bratr večer o sedmé na párty a ráno o třetí se vracel domů, po celou tu dobu jsem seděl v pokoji na tom samém místě na posteli a vybrnkával si akordy na kytaře, a dělám to tak celé roky až dodnes“.
Jeho vzorem byl Eric Clapton, dále kytarista Brian May z Queen či jazzový kytarista Allan Holdsworth, ale měl rád i tvorbu kytaristy Ronnie Montroseho z Montrose.
Skupina Van Halen byla založena v roce 1972 v Pasadeně tehdy ještě pod názvem „Mammoth“. Členy skupiny byli Eddie Van Halen (kytara a zpěv), jeho bratr Alex (bicí), a baskytarista Mark Stone. Skupina nevlastnila zesilovače na vystoupení, tak si ho často půjčovala za 50 dolarů na noc od Davida Lee Rotha (který předtím neúspěšně absolvoval zkoušku se skupinou). Zpěv v nově založené skupině nebyl jeho doménou, a tak Davida Lee Rotha do skupiny nakonec angažoval. Michael Anthony nahradil baskytaristu Marka Stoneho a Roth zároveň navrhl, aby skupina změnila svůj název na Van Halen.
První demo skupiny, která vznikla v roce 1977 ve studiu Electric Lady Studios v New Yorku, financoval Gene Simmons, baskytarista kapely Kiss. Ten samý rok Van Halen dostali nahrávací kontrakt od vydavatelství Warner Bros. a v následujícím roce vyšlo jejich debutové album s názvem Van Halen. V průběhu následujících let, kromě nahrávání a vystupování ve skupině, spolupracoval s Michaelem Jacksonem a Quincy Jonesem při nahrávání skladby „Beat It“ z alba Thriller a s kytaristou Brianem Mayem z Queen, se kterým nahrál tři skladby pro jeho album Star Fleet Project. Také nahrál tóny basové kytary na sólové album Sammyho Hagara I Never Said Goodbye. Dále spolupracoval s Dweezilem Zappou, Jeffem Porcarem, Rogerem Watersem, Stevem Lukatherem a Thomasem Dolbym.
V roce 2000 mu byla diagnostikována rakovina jazyka. Po chemoterapii, radiační léčbě a následné operaci mu byla odebrána třetina jazyka. V roce 2002 se z nemoci zotavil. Ze vzniku rakoviny jazyka vinil svůj zvyk držení trsátek v ústech. V roce 2015 uvedl: „Používal jsem kovová trsátka – byla z mosazi a mědi – která jsem vždy držel v ústech, přesně na místě, kde jsem dostal rakovinu jazyka. ... Chci říct, kouřil jsem a bral spoustu drog a spoustu všeho. Ale zároveň mám úplně čisté plíce. Je to jen moje teorie, ale doktoři říkají, že je to možné.“ V roce 2019 byl opět hospitalizován.
Zemřel na rakovinu krku v nemocnici v Santa Monice 6. října 2020 ve věku 65 let.